# بانوان و آقایان دوم ایالات متحده آمریکا
بانوی دوم ایالات متحده (به انگلیسی: Second Lady of the United States) یا آقای دوم ایالات متحده (به انگلیسی: Second Gentleman of the United States)، عنوانی غیررسمی است که معمولاً به همسر معاون رئیس‌جمهور ایالات متحده آمریکا گفته می‌شود. بانوی دوم کنونی اوشا ونس (همسر جی‌دی ونس) است.